# Carabancheles
|  | Aquest article tracta sobre els municipis de Carbanchel (Alto i Bajo). Vegeu-ne altres significats a «Carabanchel». |

Carabanchel de Suso i de Yuso, Alto i Bajo, de Arriba i de Abajo, Carabancheles en plural o, simplement, Carabanchel, són els topònims al·lusius al territori i a uns antics pobles limítrofs amb Madrid pel sud-oest, passat el riu Manzanares.
Els dos petits llogarets agrícoles, en principi pertanyents a la vila de Madrid i que van esdevenir municipis independents (fins a 1948), van acabar de nou immerses en el teixit urbà de l'expansiva metròpoli veïna.
El segle xx va ser testimoni d'aquesta gran transformació (7.921 habitants sumaven tots dos municipis en les albors de la centúria), ja que la població va començar a augmentar a ritme creixent fins a la Guerra Civil, amb més força a Carabanchel Bajo (31.000 habitants en 1930).
La societat dels Carabancheles estava ja composta en els anys '30 i '40 sobretot per capes populars, ocupades en la construcció, la indústria i el comerç, trets que donaran caràcter a aquest districte urbà de Madrid (després de la seva absorció a mitjan '50).
Ja des de les primeres dècades del segle xx els Carabancheles mostraven els atributs de franja rural-urbana primer i suburbi després, amb assentaments, relativament inconnexos entre si, de construccions majoritàriament artesanals. Després de la Guerra Civil, de la qual hi ha documentats nombroses trinxeres i destrucció d'edificis, el creixement immigratori es va intensificar amb castellà-manxecs, extremenys i andalusos, i l'espai es va anar satisfent amb habitatges modests (fins i tot barraques) i algun nucli industrial. A partir dels anys '60 van començar ja les construccions d'una mica millor qualitat, iniciant així la tendència cap a un estatus superior, propi de la perifèria urbana.
Els Carabancheles, no obstant això, van gaudir de major notorietat en uns altres temps que han deixat la seva petjada en el paisatge urbà. Des dels segles xviii i xix van ser triats com a lloc per a les seves viles d'esbarjo per nobles, polítics i burgesos de Madrid, entre ells la mateixa casa reial, la comtessa de Montijo, el marquès de Salamanca, etc. Els edificis palatins i les seves grans finques es van transformar després en importants equipaments de tipus educatiu, sanitari, militar, social o funerari.
Destaquen sobre aquest tema l'antiga possessió real de Vista Alegre, que ocupa una vasta extensió romboïdal en el cor del districte, l'hospital militar (de finals del segle XIX), les casernes de Campamento, situats en l'antiga devesa dels Carabancheles, l'aeròdrom de Cuatro Vientos, la necròpoli Sud, asils, reformatoris, orfenats, etc. Van ser un clar exemple d'exurbanització de grans dotacions des de Madrid. No obstant això, i sense cap dubte, el nom de Carabanchel ha estat associat en l'imaginari a dos equipaments singulars: la presó, instal·lada a mitjan anys '40 i clausurada en finalitzar la centúria, i, com a contrapunt, la plaça de toros de Vistalegre, conegut popularment com la Chata. Reedificat en les acaballes del segle XX per acomodar també activitats comercials (i anomenat ara palau), roman com a ensenya decadent i reminiscència d'aquella funció lúdica que una vegada va fer escriure Pascual Madoz:
| « | Els Carabancheles […] semblen destinats a figurar amb grans avantatges com un dels llocs més notables d'esbarjo de les rodalies de Madrid. | » |